# Fórmula E
Fórmula E, ou Campeonato Mundial da ABB Fórmula E da FIA (a partir da temporada de 2020-21), é uma categoria de automobilismo organizada pela FIA com carros monopostos exclusivamente elétricos, cuja primeira temporada aconteceu no ano de 2014.

## Especificações
- Máximo de 10 equipes, 20 pilotos e 40 monopostos até o temporada de 2017-18, quando a partir da temporada seguinte a cada equipe era permitido apenas um monoposto por piloto. Houve temporadas com 12 equipes e 24 pilotos. Atualmente são 11 equipes e 22 pilotos.
- Cada equipe terá dois pilotos e quatro monopostos. Isso ocorreu até a temporada 2017-18. Na temporada seguinte cada equipe manteve os dois pilotos e passou a ter dois monopostos.
- As corridas acontecerão em 10 cidades de todo o mundo.
- As pistas serão circuitos de rua, com: 2,5 a 3 km de extensão.
- Os monopostos terão aceleração de de 0 a 100 km/h em 3 segundos, e uma velocidade máxima de 220 km/h.
- Níveis de ruído em decibéis: automóvel = 70dB; Fórmula E = 80dB; ônibus = 90 dB.

As corridas
- Manhã: treino livre e depois o treino classificatório.
- Antes do meio-dia: classificação. O primeiro tempo de volta para cada piloto com seus dois monopostos.
- Tarde: descanso de duas horas para recarga dos carros. Depois, corrida com três stints e dois pit-stops.
- A parada obrigatória nos boxes implicará na troca de carros: quando a bateria se esgotar, o piloto fará uma parada nos boxes, andará 100 metros para entrar no carro recarregado. A partir da temporada 2018-19 não teria mais o pit-stop para troca de carros e as corridas passaram a ser executadas com tempo de 45 minutos mais uma volta.

## Carro

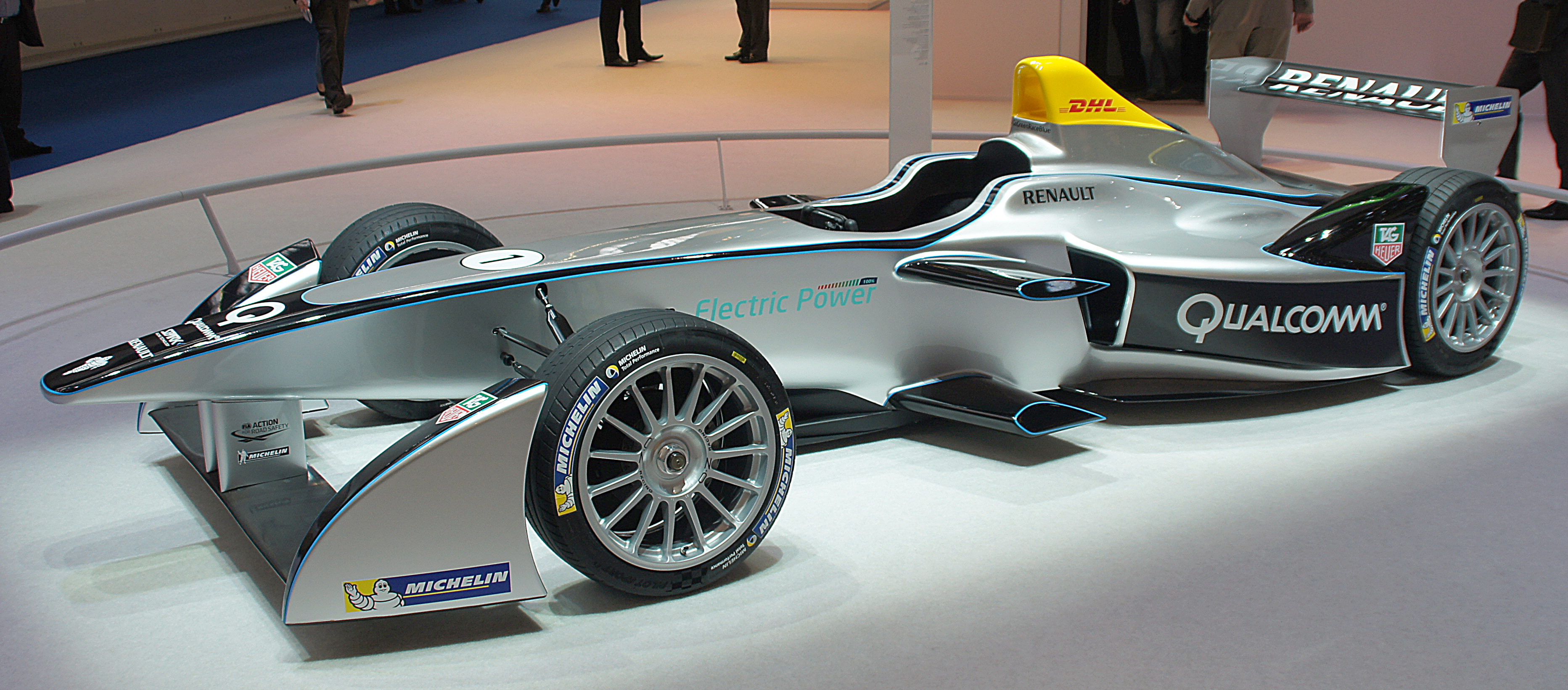
Spark-Renault SRT 01E

Os carros são divididos em gerações. No dia 10 de setembro de 2013 foi apresentado o primeiro modelo de carro, usado na temporada inaugural. Batizado de “Spark-Renault SRT 01E”, ele foi apresentado durante o 65º Salão do Automóvel de Frankfurt, Alemanha. O bólido sucedeu o Formulec EF01, protótipo que serviu para o desenvolvimento do projeto. O monoposto foi usado até o final da quarta temporada, em 2018, sendo substituído pelo Spark SRT05e.
- Gen1 - Spark-Renault SRT_01E - 190kW -Dallara (chassi) - Williams (bateria) -Michelin (pneus) utilizado entre 2014 e 2018.
- Gen2 - Spark SRT05e - 250kW - Michelin (pneus) utilizado desde 2018 e encerrará sua participação em 2022.
- Gen3 - 300kW (corrida) - 350kW (qualificação) - 600kW (regeneração) - 800kW (recarga) - Spark (chassi) - Williams (bateria) - Hankook (pneus)[4] - que será utilizado a partir de 2022.
- Gen4 poderá estrear a partir de 2026 e a Bridgestone poderá ser a nova fornecedora de pneus.

## Temporadas

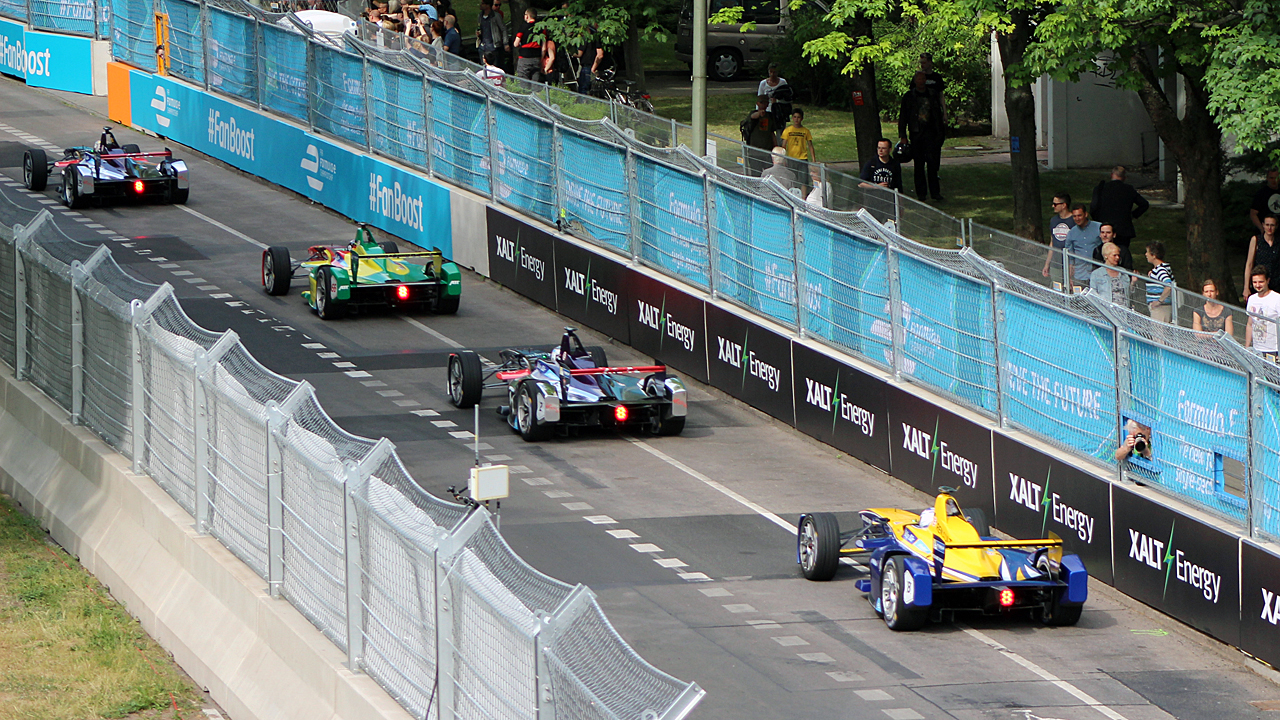
e-prix de Berlim de 2016.

### 2014-15
Teve 11 corridas em 10 cidades (Pequim, Putrajaia, Punta del Este, Buenos Aires, Long Beach, Miami, Monte Carlo, Berlim, Moscou e Londres, sendo que a última cidade hospedou as duas últimas corridas). O campeão da temporada foi Nelson Piquet Jr. A Renault e.dams foi a campeã por equipes.

### 2015-16
Foram 10 corridas em nove cidades, tendo oito novos construtores, Sébastien Buemi foi o campeão da temporada e a Renault e.dams bicampeã por equipes.

### 2016-17
Foram 12 corridas em nove cidades, sendo Lucas di Grassi o campeão e a Renault e.dams tricampeã por equipes.

### 2017-18
Foram 12 corridas em 10 cidades, sendo Jean-Éric Vergne o campeão e a Audi Sport ABT Schaeffler a campeã por equipes.

### 2018-19
Foram 13 corridas em 12 cidades, sendo Jean-Éric Vergne o campeão, ele se tornou o primeiro piloto a conquistar o bicampeonato na categoria, e DS Techeetah a campeã de equipes.

### 2019-20
Seriam 14 corridas em 12 cidades, porém sete GPs foram adiados e em seguida cancelados devido à pandemia de COVID-19. Foram 11 corridas em apenas cinco cidades. Começou com uma rodada dupla nos dias 22 e 23 de novembro de 2019 em Riade, na Arábia Saudita e será encerrada com seis corridas no Tempelhof Airport Street Circuit em Berlim com três rodadas duplas em 5–6, 8–9 e 12–13 de agosto de 2020. António Félix da Costa sagrou-se campeão e a DS Techeetah bicampeã de equipes.

### 2020-21
Apesar da temporada ser intitulada 2020-21, todas as etapas foram disputadas no ano de 2021. Foram 15 etapas em oito cidades. Com exceção da corrida em Mônaco, todas as corridas foram rodadas duplas. Essa temporada sagrou o título para o neerlandês Nyck de Vries e o título de construtores para a Mercedes-EQ.

### 2021-22
Apesar da temporada ser intitulada 2021-22 todas as etapas foram disputadas no ano de 2022. Foram 16 etapas em 10 cidades. Com exceção a México, Indonésia, Canadá e Mônaco, todas as corridas serão rodadas duplas. Essa temporada sagrou o título para o belga Stoffel Vandoorne e o título de construtores para a Mercedes-EQ.

### 2022-23
Apesar da temporada ser intitulada 2022-23, todas as etapas foram disputadas no ano de 2023. Foram 16 etapas em 11 cidades. Com  corridas de rodadas duplas na Arábia Saudita, Alemanha, Indonésia, Itália e Reino Unido. As demais cidades são apenas uma corrida. Essa temporada sagrou o título para o britânico Jake Dennis da equipe Avalanche Andretti e o título de construtores para a Envision Racing.

### 2023-24
Apesar da temporada ser intitulada 2023-24, todas as etapas foram disputadas no ano de 2024. Foram 16 etapas em 10 cidades, pois o ePrix de Haiderabade, na Índia foi cancelado. Ocorreram corridas de rodadas duplas na Arábia Saudita, Alemanha, China, Estados Unidos, Itália e Reino Unido. As demais cidades foram apenas uma corrida. Essa temporada sagrou o título para o alemão Pascal Wehrlein da equipe Porsche e o título de construtores para a Jaguar.

### 2024-25
Serão 17 etapas em 11 cidades. Ocorrerão corridas de rodadas duplas na Arábia Saudita, Mônaco, Japão, China, Alemanha e Reino Unido.

## Eventos
O termo ePrix é derivado da tradição monolugar do Grande Prémio, mas muda o termo para representar sua natureza de usar apenas carros elétricos. ePrix são realizados quase exclusivamente em percursos de rua no centro de cidades, com algumas exceções sendo realizados em pistas de corrida permanentes em vez do percurso de rua habitual.
Os cursos variam em extensão de 2 a 3,5 km e os ePrix geralmente têm uma distância de corrida pré-definida de voltas (que poderão ser aumentadas durante o decorrer da corrida devido a períodos com safety-car) com uma duração de aproximadamente 1 hora.
Desde 2014, já foram realizadas corridas em 33 cidades diferentes.

### Formato
Nos eventos de ronda única, quase todas as etapas: treinos, qualificação e corrida são geralmente feitos no mesmo dia. No caso de ronda dupla, são realizadas no decorrer de dois dias. A única excepção é um treino livre de meia hora no final do dia antes da primeira (ou única) corrida, para as equipas "sentirem" a pista. 
Cada dia de corrida começa por uma sessão de treinos de 30 minutos, seguindo-se uma qualificação de 1 hora e posteriormente a corrida de aproximadamente 1 hora. No caso de jornada dupla, tudo isto se repete no dia seguinte.

### Qualificação
Desde a temporada 8 que a qualificação consiste em duas fases. Numa primeira fase o pelotão é dividido em dois grupos de 11 pilotos consoante a classificação no campeonato. Durante 10 minutos cada piloto tenta fazer o seu melhor tempo, com uma potência disponível de 220 kW. No final os quatro mais rápidos de cada grupo avançam para a fase dos Duelos.
A fase dos Duelos é disputada 1 contra 1, no sistema de quartos de final, meias finais e final, cada etapa demorando 15 minutos e sendo disputada com ma potência de 250 kW. 
Os restantes pilotos da grelha (do 5º ao 22º) são dispostos consoante o grupo em que disputaram a qualificação e o pole sitter: o 5º classificado do grupo do pole-sitter tomará a 9ª posição enquanto o 5º mais rápido do outro grupo ficará na 10ª posição da grelha de partida e por aí em diante até ao 22º lugar (que corresponderá ao piloto mais lento do grupo do qual não fazia parte o piloto que conquistou a pole).

### Corrida
Os pilotos começam por se alinhar um pouco atrás da linha de partida real. Antes da partida todos os carros avançam então para partida de posição real e os semáforos vermelhos começam a acender.
Antes de cada corrida é definida a zona de ativação do attack mode, uma zona fora da trajetória normal de corrida que ao ser percorrida dará ao piloto 50 kW extra num total de 350 kW por um curto período de tempo. O tempo de duração desta potência extra é também pré-definido, podendo depois os pilotos escolher a divisão do tempo de attack mode (por exemplo 4+4 minutos ou 2+6 minutos no caso do tempo total ser de oito minutos) e quando fazer essas ativações. O attack mode foi criado para gerar mais ultrapassagens e mais lutas diretas em pistas e juntamente com a gestão da energia disponível é um dos pilares da estratégia das corridas da Fórmula E.
No caso de intervenção de safety-car, poderão ser adicionadas voltas às inicialmente previstas. Esta comunicação será feita quando faltarem três voltas para o fim da corrida.

## Sistema de pontuação
| Posição | 1º | 2º | 3º | 4º | 5º | 6º | 7º | 8º | 9º | 10º | Pole | FL |
| Pontos  | 25 | 18 | 15 | 12 | 10 | 8  | 6  | 4  | 2  | 1   | 3    | 2  |

## Estatísticas
| Época   | Pilotos                | Pilotos                          | Pilotos                           | Equipes                          | Equipes                           |
| Época   | Piloto                 | Equipe                           | Carro                             | Equipe                           | Carro                             |
| ------- | ---------------------- | -------------------------------- | --------------------------------- | -------------------------------- | --------------------------------- |
| 2014–15 | Nelson Piquet, Jr.     | China Racing/NEXTEV TCR          | Spark-Renault SRT 01E             | Renault e.dams                   | Spark-Renault SRT 01E             |
| 2015–16 | Sébastian Buemi        | Renault e.dams                   | Spark-Renault Z.E 15              | Renault e.dams                   | Spark-Renault Z.E 15              |
| 2016–17 | Lucas di Grassi        | ABT Schaeffler Audi Sport        | Spark-ABT Schaeffler FE02         | Renault e.dams                   | Spark-Renault Z.E 16              |
| 2017–18 | Jean-Éric Vergne       | Techeetah                        | Spark-Renault Z.E 17              | Audi Sport ABT Schaeffler        | Spark-Audi e-tron FE04            |
| 2018–19 | Jean-Éric Vergne       | DS Techeetah                     | Spark-DS E-Tense FE 19            | DS Techeetah                     | Spark-DS E-Tense FE 19            |
| 2019–20 | António Félix da Costa | DS Techeetah                     | Spark-DS E-TENSE FE20             | DS Techeetah                     | Spark-DS E-TENSE FE20             |
| 2020–21 | Nyck de Vries          | Mercedes-EQ Formula E Team       | Spark-Mercedes-EQ Silver Arrow 02 | Mercedes-EQ Formula E Team       | Spark–Mercedes-EQ Silver Arrow 02 |
| 2021–22 | Stoffel Vandoorne      | Mercedes-EQ Formula E Team       | Spark-Mercedes-EQ Silver Arrow 02 | Mercedes-EQ Formula E Team       | Spark–Mercedes-EQ Silver Arrow 02 |
| 2022–23 | Jake Dennis            | Avalanche Andretti Formula E     | Spark–Porsche 99X Electric        | Envision Racing                  | Spark–Jaguar I-Type 6             |
| 2023–24 | Pascal Wehrlein        | TAG Heuer Porsche Formula E Team | Porsche 99X Electric              | Jaguar TCS Racing                | Jaguar I-Type 6                   |
| 2024–25 | Oliver Rowland         | Nissan Formula E Team            | Nissan e-4ORCE 05                 | TAG Heuer Porsche Formula E Team | Porsche 99X Electric              |

*Em negrito - Está na temporada atual

### Campeões
| P | Piloto                 | Nº Títulos |
| - | ---------------------- | ---------- |
| 1 | Jean-Éric Vergne       | 2          |
| 2 | António Félix da Costa | 1          |
| 2 | Lucas di Grassi        | 1          |
| 2 | Sébastian Buemi        | 1          |
| 2 | Nelson Piquet, Jr.     | 1          |
| 2 | Nyck de Vries          | 1          |
| 2 | Stoffel Vandoorne      | 1          |
| 2 | Jake Dennis            | 1          |
| 2 | Pascal Wehrlein        | 1          |
| 2 | Oliver Rowland         | 1          |

### Vitórias*
| P | Piloto                 | Nº Vitórias |
| - | ---------------------- | ----------- |
| 1 | Sébastian Buemi        | 14          |
| 1 | Mitch Evans            | 14          |
| 3 | Lucas di Grassi        | 13          |
| 4 | António Félix da Costa | 12          |
| 4 | Sam Bird               | 12          |

### GPs disputados*
| P  | Piloto                 | Nº GPs |
| -- | ---------------------- | ------ |
| 1  | Lucas di Grassi        | 146    |
| 2  | Jean-Éric Vergne       | 144    |
| 3  | António Félix da Costa | 142    |
| 3  | Sébastian Buemi        | 142    |
| 3  | Sam Bird               | 142    |
| 6  | Mitch Evans            | 125    |
| 7  | Robin Frijns           | 117    |
| 8  | Edoardo Mortara        | 110    |
| 9  | Stoffel Vandoorne      | 101    |
| 10 | Maximilian Günther     | 98     |

### Pole position*
| P | Piloto           | Nº Poles |
| - | ---------------- | -------- |
| 1 | Jean-Éric Vergne | 17       |
| 2 | Sébastian Buemi  | 16       |
| 3 | Oliver Rowland   | 11       |
| 4 | Mitch Evans      | 10       |
| 5 | Pascal Wehrlein  | 9        |

### Pódios*
| P  | Piloto                 | Nº Pódios |
| -- | ---------------------- | --------- |
| 1  | Lucas di Grassi        | 41        |
| 2  | Jean-Éric Vergne       | 38        |
| 3  | Sébastian Buemi        | 34        |
| 4  | Mitch Evans            | 33        |
| 5  | Sam Bird               | 27        |
| 5  | António Félix da Costa | 27        |
| 7  | Jake Dennis            | 23        |
| 7  | Nick Cassidy           | 23        |
| 9  | Oliver Rowland         | 20        |
| 10 | Stoffel Vandoorne      | 17        |
| 10 | Pascal Wehrlein        | 17        |
| 12 | Robin Frijns           | 16        |

*Obs: Números atualizados após a rodada dupla realizada em Berlim, pela temporada 2024-25.